# Annabella
Annabella est une actrice française née le 14 juillet 1907  dans le 9e arrondissement de Paris et morte le 18 septembre 1996 à Neuilly-sur-Seine.

## Biographie

### Jeunesse et débuts
De son vrai nom Suzanne Georgette Charpentier, Annabella naît le 14 juillet 1907  dans le 9e arrondissement de Paris de Paul Camille Charpentier, employé, et d'Alice Zélie Marie Saillard, sans profession.
Grâce à une photo envoyée par son père à un producteur, Annabella débute à seize ans au cinéma dans le Napoléon (1927) d'Abel Gance. Elle y tient le rôle de Violine Fleuri et réussit à se faire remarquer malgré une distribution prestigieuse. C'est à l'occasion de ce tournage qu'elle trouve son nom de scène grâce à une suggestion d'Abel Gance, inspirée par un personnage d'un poème d'Edgar Allan Poe : Annabel Lee.

### Carrière
C'est le cinéma parlant qui fait d'elle une vedette : le film de René Clair, Le Million, la révèle en 1931 au grand public comme l'une des grandes séductrices du cinéma français. Elle est, aux côtés de Jean Gabin, la belle Berbère Aïcha la Slaoui dans La Bandera de Julien Duvivier en 1935. Elle joue également dans Hôtel du Nord de Marcel Carné en 1938.
À la fin des années 1930, elle tente l'aventure d'Hollywood sans réel succès, malgré des rôles principaux dans une petite dizaine de films comme La Baronne et son valet de Walter Lang, Suez d'Allan Dwan et 13, rue Madeleine d'Henry Hathaway. Elle rentre en France en 1948 mais sa carrière marque un coup d'arrêt. Elle passe dès lors les dernières années de sa vie dans sa propriété de Saint-Pée-sur-Nivelle au Pays basque[réf. nécessaire].
Elle meurt d'une crise cardiaque le 18 septembre 1996 à Neuilly-sur-Seine, à l'âge de 89 ans,, et est inhumée à Passy en Haute-Savoie.

### Vie privée
De sa liaison avec Albert Dieudonné, son partenaire dans Napoléon, Anabella a une fille, Anne (1928-2011).
Elle épouse le 4 octobre 1934 à la mairie de Saint-Cloud l'acteur Jean Murat (1888-1968). Le couple divorce le 23 décembre 1938.
Lors de son séjour à Hollywood, elle fait la connaissance sur le tournage de Suez de l'acteur Tyrone Power (1914-1958), qu'elle épouse en 1939 et dont elle divorce en 1948. Il adopte sa fille Anne peu après le mariage. 
Dans ses dernières années, elle a une liaison avec l’écrivain Jules Roy (1907-2000)[réf. nécessaire].

## Théâtre
- 1946 : Huis clos (No Exit) de Jean-Paul Sartre, adaptation anglaise de Paul Bowles, New York

## Filmographie
- 1927 : Napoléon d'Abel Gance : Violine Fleuri
- 1928 : Maldone de Jean Grémillon : Flora Lévigné
- 1928 : Trois jeunes filles nues de Robert Boudrioz : Lotte
- 1929 : Barcarolle d'amour de Carl Froelich et Henry Roussell : Gisèle le Kerdec
- 1930 : Romance à l'inconnue de René Barberis : Mado
- 1930 : La Maison de la flèche d'Henri Fescourt : Betty Harlowe
- 1931 : Autour d'une enquête de Robert Siodmak et Henri Chomette : Greta Bienert
- 1931 : Romance à l'inconnue de René Barberis : Mado
- 1931 : Deux Fois vingt ans de Charles-Félix Tavano : Poldi
- 1931 : Le Million de René Clair : Béatrice
- 1931 : Un soir de rafle de Carmine Gallone : Mariette
- 1931 : Son Altesse l'amour d'Erich Schmidt et Robert Péguy : Annette Wéber
- 1932 : Paris-Méditerranée de Joe May : Solange Pascaud
- 1932 : Un fils d'Amérique de Carmine Gallone : Dorette
- 1932 : Marie, légende hongroise (Tavaszi zápor)[8] de Paul Fejos : Marie Szabo
- 1932 : Prima dragoste de Paul Fejos et Jean Mihail
- 1933 : Mademoiselle Josette, ma femme d'André Berthomieu : Josette
- 1933 : Quatorze juillet de René Clair : Anna
- 1933 : Gardez le sourire (Sonnenstrahl)[9] de Paul Fejos et René Sti : Marie / Anna
- 1934 : La Bataille de Nicolas Farkas : la marquise Mitsouko Yorisaka
- 1934 : Caravane (Caravan) d'Erik Charell : la princesse Wilma
- 1934 : Les Nuits moscovites d'Alexis Granowsky : Natacha Kovrine
- 1935 : Variétés de Nicolas Farkas : Jeanne
- 1935 : La Bandera de Julien Duvivier : Aïcha la Slaoui
- 1935 : Veille d'armes de Marcel L'Herbier : Jeanne de Corlaix
- 1935 : L'Équipage d'Anatole Litvak : Hélène/Denise
- 1936 : Anne-Marie de Raymond Bernard : Anne-Marie
- 1937 : La Citadelle du silence de Marcel L'Herbier : Viana Volonska
- 1937 : La Baie du destin (Wings of the Morning) de Harold D. Schuster :  Maria, duchesse de Leyva
- 1937 : Sous la robe rouge (Under the Red Robe) de Victor Seastrom : Lady Marguerite de Fiox
- 1937 : Dîner au Ritz (Dinner at the Ritz) de Harold D. Schuster : Ranie Racine
- 1938 : La Baronne et son valet (The Baroness and the Butler) de Walter Lang : la baronne Katrina Marissey
- 1938 : Hôtel du Nord de Marcel Carné : Renée
- 1938 : Suez d'Allan Dwan : Toni Pellerin
- 1939 : Bridal Suite de Wilhelm Thiele : Luise Anzengruber
- 1943 : Tonight We Raid Calais (en) de John Brahm : Odette Bonnard
- 1943 : Bomber's Moon de Edward Ludwig et Harold D. Schuster : Lieutenante Alexandra Zorich
- 1947 : 13, rue Madeleine de Henry Hathaway : Suzanne de Beaumont
- 1948 : Éternel Conflit de Georges Lampin : Florence dite Lili
- 1949 : Dernier Amour de Jean Stelli : Hélène Fontenay
- 1950 : Désordre de Jacques Baratier (court métrage)
- 1950 : L'Homme qui revient de loin de Jean Castanier : Fanny de la Bossière
- 1950 : Le Plus Bel Amour de Don Juan (Don Juan) de José Luis Sáenz de Heredia : Lady Ontiveras
- 1952 : Quema el suelo de Luis Marquina : Mari Luiz Hurtado
- 1954 : Suspense (série télévisée), épisode Diamonds in the Sky
- 1985 : Élisabeth de Pierre-Jean de San Bartolomé